# The Ballads ~Love & B’z~
The Ballads ~Love & B’z~ – szósta kompilacja japońskiego zespołu B’z, wydana 23 lutego 2002 roku. Album osiągnął 1 pozycję w rankingu Oricon i pozostał na liście przez 25 tygodni, sprzedał się w nakładzie 1 713 726 egzemplarzy. Zdobył status płyty Milion oraz nagrodę „Rockowy i Popowy Album Roku” podczas rozdania 17th Japan Gold Disc Award.

## Lista utworów
| Nr  | Tytuł                                                                                 | Czas |
| --- | ------------------------------------------------------------------------------------- | ---- |
| 1.  | „Itsuka no Merry Christmas” (jap. いつかのメリークリスマス Itsuka no Merī Kurisumasu) | 5:34 |
| 2.  | „ALONE”                                                                               | 6:20 |
| 3.  | „Kon'ya tsuki no mieru oka ni” (jap. 今夜月の見える丘に)                              | 4:10 |
| 4.  | „HOME”                                                                                | 4:20 |
| 5.  | „Calling”                                                                             | 5:54 |
| 6.  | „TIME”                                                                                | 4:57 |
| 7.  | „Kienai niji” (jap. 消えない虹)                                                       | 3:36 |
| 8.  | „Gekkō” (jap. 月光)                                                                   | 5:32 |
| 9.  | „Happiness” (jap. ハピネス Hapinesu)                                                  | 4:49 |
| 10. | „Mō ichido Kiss shitakatta” (jap. もう一度キスしたかった)                             | 4:38 |
| 11. | „Naite naite nakiyandara” (jap. 泣いて 泣いて 泣きやんだら)                           | 3:38 |
| 12. | „ONE”                                                                                 | 4:11 |
| 13. | „Everlasting”                                                                         | 3:40 |
| 14. | „GOLD”                                                                                | 5:35 |
| 15. | „SNOW”                                                                                | 9:42 |

## Notowania
| Lista                                 | Pozycja |
| ------------------------------------- | ------- |
| Oricon Weekly Albums Chart            | 1       |
| Oricon Yearly Albums Chart (2002 rok) | 3       |